# IEC 60076

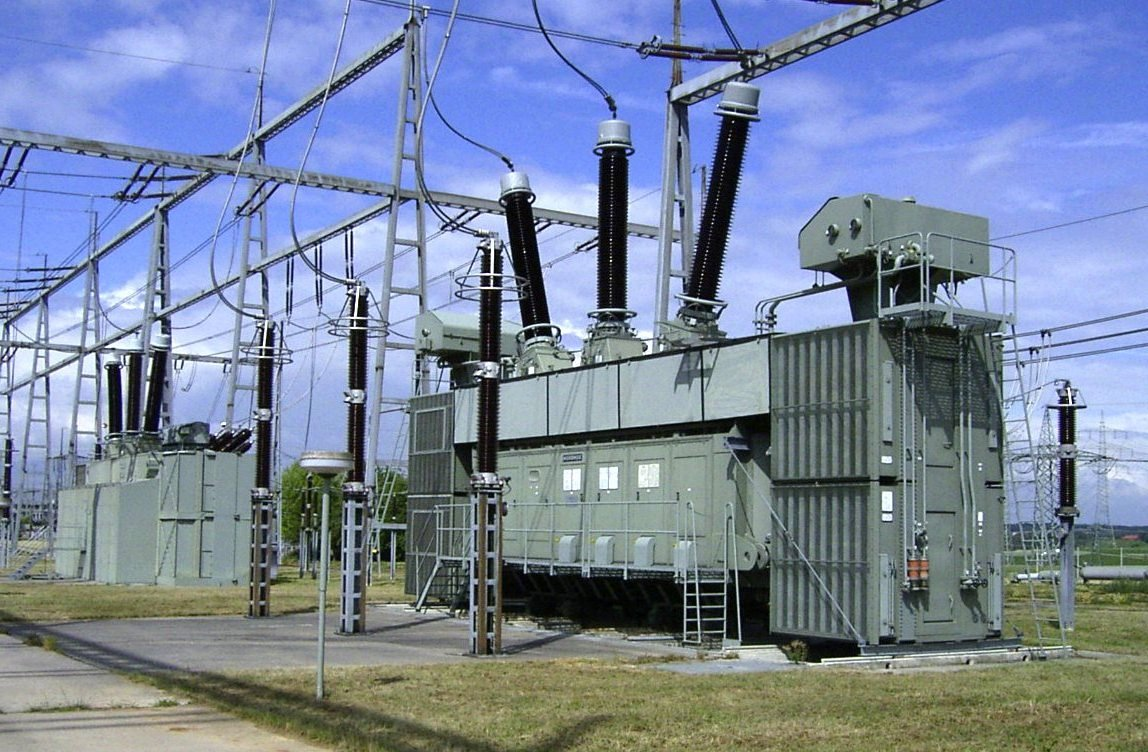
Leistungstransformator mit Bemessungsscheinleistung von 250 MVA

Die IEC 60076 ist eine internationale Normenreihe der IEC und befasst sich mit der Auslegung und Dimensionierung von Leistungstransformatoren, welche bei Einphasenausführung eine Bemessungsscheinleistung größer oder gleich 1 kVA und bei Dreiphasenausführung größer oder gleich 5 kVA aufweisen.

## Übersicht
Teil 1 der Normenreihe beschreibt die allgemeinen Anforderungen an Leistungstransformatoren. Die folgenden Teile beschreiben die Anforderung an die Bemessung bezüglich spezieller Themengebiete. Weitere Teile beschreiben die Anforderungen an spezielle Bauarten von Leistungstransformatoren, deren Zubehör und spezielle Prüfverfahren. Teil 1 der IEC 60076 wurde ab 1. Januar 1976 ausgegeben.
Teile der Normenreihe IEC 60076 wurde als EN 60076 übernommen. Diese wiederum wurden als deutsche DIN-Fassungen (beziehungsweise die entsprechenden VDE-Richtlinien) für Transformatoren eingeführt. Zum Teil wurden nicht als EN-Norm übernommene Teile vom DIN als DIN IEC eingeführt.

## Teile
| IEC                    | Stand IEC      | DIN                        | VDE                 | DIN Stand        | Titel |
| ---------------------- | -------------- | -------------------------- | ------------------- | ---------------- | --- |
| IEC 60076-1            | 2011           | DIN EN 60076-1             | VDE 0532-76-1       | 03-2012          | Allgemeines |
| IEC 60076-2            | 2011           | DIN EN 60076-2             | VDE 0532-76-2       | 02-2012          | Übertemperaturen für flüssigkeitsgefüllte Transformatoren                                                                     |
| IEC 60076-3            | 2013+AMD1:2018 | DIN EN 60076-3             | VDE 0532-76-3       | 03-2019          | Isolationspegel, Spannungsprüfungen und äußere Abstände in Luft                                                               |
| IEC 60076-4            | 2002           | DIN EN 60076-4             | VDE 0532-76-4       | 06-2003          | Leitfaden zur Blitz- und Schaltstoßspannungsprüfung von Leistungstransformatoren und Drosselspulen                            |
| IEC 60076-5            | 2006           | DIN EN 60076-5             | VDE 0532-76-5       | 01-2007          | Kurzschlussfestigkeit |
| IEC 60076-6            | 2007           | DIN EN 60076-6             | VDE 0532-76-6       | 02-2009          | Drosselspulen |
| IEC 60076-7            | 2018           | DIN IEC 60076-7            | VDE 0532-76-7       | 06-2020          | Leitfaden für die Belastung von mineralölgefüllten Leistungstransformatoren                                                   |
| IEC 60076-8            | 1997           | -                          | -                   | -                | nur IEC: Application guide |
| IEC 60076-10           | 2016           | DIN EN 60076-10            | VDE 0532-76-10      | 06-2017          | Bestimmung der Geräuschpegel                                                                                                  |
| IEC 60076-10-1         | 2016+AMD1:2020 | -                          | -                   | -                | nur IEC: Determination of sound levels - Application guide                                                                    |
| IEC 60076-11           | 2018           | DIN EN IEC 60076-11        | VDE 0532-76-11      | 02-2020          | Trockentransformatoren |
| IEC 60076-12           | 2008           | -                          | -                   | -                | nur IEC: Loading guide for dry-type power transformers                                                                        |
| IEC 60076-13           | 2006           | DIN EN 60076-13            | VDE 0532-76-13      | 07-2007          | Selbstgeschützte flüssigkeitsgefüllte Transformatoren                                                                         |
| IEC 60076-14           | 2013           | DIN EN 60076-14            | VDE 0532-76-14      | 08-2014          | Flüssigkeitsgefüllte Leistungstransformatoren mit Hochtemperatur-Isolierstoffen                                               |
| IEC 60076-15           | 2015           | -                          | -                   | -                | nur IEC: Gas-filled power transformers                                                                                        |
| IEC/IEEE 60076-16      | 2018           | DIN EN 60076-16            | VDE 0532-76-16      | 05-2012          | Transformatoren für Windenergieanlagen-Anwendungen                                                                            |
| IEC 60076-18           | 2012           | DIN EN 60076-18            | VDE 0532-76-18      | 03-2013          | Messung des Frequenzübertragungsverhaltens                                                                                    |
| IEC TS 60076-19        | 2013           | DIN EN 60076-19            | VDE 0532-76-19      | 12-2016          | Regeln für die Bestimmung von Unsicherheiten in der Messung der Verluste von Leistungstransformatoren und Drosselspulen       |
| IEC 60076-19-1         | 2023           | DIN EN IEC 60076-19-1      | VDE 0532-76-19-1    | 2024-06          | Regeln für die Bestimmung von Unsicherheiten in der Messung der Verluste von Leistungstransformatoren                         |
| IEC TS 60076-20        | 2017           | DIN IEC/TS 60076-20        | VDE V 0532-76-20    | 12-2019          | Energieeffizienz |
| IEC 60076-21           | 2018           | -                          | -                   | -                | nur IEC: Standard requirements, terminology, and test code for step-voltage regulators                                        |
| IEC 60076-22-1         | 2019           | DIN EN IEC 60076-22-1      | VDE 0532-76-22-1    | 2019-11          | Anbauten für Leistungstransformatoren und Drosselspulen - Schutzeinrichtungen                                                 |
| IEC 60076-22-2         | 2019           | DIN EN IEC 60076-22-2      | VDE 0532-76-22-2    | 2019-12          | Anbauten für Leistungstransformatoren und Drosselspulen - Abnehmbare Radiatoren                                               |
| IEC 60076-22-3         | 2019           | DIN EN IEC 60076-22-3      | VDE 0532-76-22-3    | 2019-10          | Isolierflüssigkeit-Luft-Wärmetauscher                                                                                         |
| IEC 60076-22-4         | 2019           | DIN EN IEC 60076-22-4      | VDE 0532-76-22-4    | 2019-10          | Isolierflüssigkeit-Wasser-Wärmetauscher                                                                                       |
| IEC 60076-22-5         | 2021           | DIN EN IEC 60076-22-5      | VDE 0532-76-22-5    | 2022-08          | Zubehörteile von Leistungstransformatoren und Drosselspulen - Pumpen                                                          |
| IEC 60076-22-6         | 2021           | DIN EN IEC 60076-22-6      | VDE 0532-76-22-6    | 2022-08          | Kühleinrichtungen für Leistungstransformatoren und Drosselspulen - Ventilatoren                                               |
| IEC 60076-22-7         | 2020           | DIN EN IEC 60076-22-7      | VDE 0532-76-22-7    | 2022-08          | Zubehörteile von Leistungstransformatoren und Drosselspulen - Zubehörteile und Armaturen                                      |
| IEC 60076-22-8         | 2021           | -                          | -                   | -                | Zubehörteile von Leistungstransformatoren und Drosselspulen - Einrichtungen mit Eignung zur Anwendung in Kommunikationsnetzen |
| IEC TS 60076-23        | 2018           | DIN IEC/TS 60076-23        | VDE V 0532-76-23    | 12-2019          | Zubehörteile von Leistungstransformatoren und Drosselspulen – Pumpen                                                          |
| IEC 60076-24           | 2020           | DIN EN IEC 60076-24        | VDE 0532-76-24      | 05-2022          | Spezifikation für spannungsregelbare Verteilungstransformatoren (VRDT)                                                        |
| IEC 60076-25           | 2023           | DIN EN IEC 60076-25        | VDE 0532-76-25      | 2024-05          | Sternpunkt-Erdungswiderstände                                                                                                 |
| IEC TR 60076-26        | 2020           | -                          | -                   | -                | nur IEC: Functional requirements of insulating liquids for use in power transformers                                          |
| IEC/IEEE 60076-57-129  | 2017           | -                          | -                   | -                | nur IEC: Transformers for HVDC applications                                                                                   |
| IEC/IEEE 60076-57-1202 | 2017           | DIN IEC/IEEE 60076-57-1202 | VDE 0532-76-57-1202 | Entwurf: 2021-04 | Ölgefüllte Phasenschieber |